# 今日もぼっちです。
『今日もぼっちです。』（きょうもぼっちです。）は、賽助による日本のエッセイ。続編の『今日もぼっちです。２』についても本項で取り上げる。 

## 概要
「三人称」に所属する鉄塔の別名義、賽助による初のエッセイ本。 
2019年3月よりホーム社文芸webサイト「HB」にて約１年にわたり連載されたエッセイ「ところにより、ぼっち。」を加筆・修正し、書き下ろしを加えたものである。 
表紙・挿絵はともに、web連載時と同じくイラストレーターの山本さほが担当。また、同じゲーム実況者として賽助が親交を深めているTEAM 2BRO.の弟者が帯コメントを寄稿、2022年5月の重版の際には、三人称のメンバーであるドンピシャ、ぺちゃんこの両名も新たに帯コメントを寄せている。
2021年10月からは「続 ところにより、ぼっち。」が前述の「HB」にて約１年にわたり連載され、こちらも2023年7月に『今日もぼっちです。２』として出版された。初版の帯コメントは、大学時代より面識のある漫画家の浅野いにおが寄稿している。